# BMW R 75/5
Die R 75/5 ist ein von BMW produziertes Motorrad mit einem luftgekühlten Zweizylinder-Viertakt-Boxermotor, das von 1969 bis 1973 hergestellt wurde. Es ist das Top-Modell der sogenannten „Strich-Fünf“-Baureihe, die aus den Modellen R 75/5 (750 cm³, 37 kW/50 PS), R 60/5 (600 cm³, 30 kW/40 PS) und der R 50/5 (500 cm³, 24 kW/32 PS) besteht.

## Geschichte
BMW reagierte mit der R 75/5 auf die neue Nachfrage nach Sportmotorrädern, nachdem der Absatz der veralteten Schwingenmodelle fast zum Erliegen gekommen war. Dabei handelte es sich um eine umfassende Neukonstruktion. Anstatt dem insbesondere von japanischen Motorradbauern ausgehenden Trend zu enormer Leistungssteigerung zu folgen, setzte BMW auf vergleichsweise geringe spezifische Leistung (weniger als 67 PS/L) und dafür gute Durchzugskraft und Langlebigkeit. Die Gestaltung der neuen Baureihe löste in der Fachpresse eher Kritik aus. Die Motor Rundschau meinte in der Seitenansicht der Maschine eine unsichere Hand des Stilisten zu erkennen, und die Kraftfahrzeugtechnik bewertete das Äußere als nicht gelungen.
Die R 75/5 wurde von der R 75/6 und die R 60/5 von der R 60/6 abgelöst. Das 500er-Modell bekam keinen Nachfolger. Über der 750er-Maschine bot die Nachfolgebaureihe zwei hubraumstärkere 900er-Modelle an, die R 90/6 mit 60 PS und die R 90 S mit 67 PS.
Die Neukonstruktion der Baureihe Strich-Fünf war von lang anhaltender Wirkung. Die Nachfolge-Modellreihen Strich-Sechs, Strich-Sieben, die darauffolgenden Modelle R 80 G/S, R 80 und R100 mit ihren verschiedenen Varianten als Sport- und Reisemotorräder (RS, RT, CS, T), und auch die leicht verkleinerten Modelle der Reihe R 45 und R 65 gehen alle auf die Baureihe Strich-Fünf zurück, die somit eine Pilotfunktion im deutschen Motorradbau für mehr als 25 Jahre einnahm. Alle diese Baureihen der Jahre 1969 bis 1995 laufen summarisch unter dem Begriff „Zweiventiler“ – auch wenn die ersten wassergekühlten BMW der K-Baureihe ab Mitte der 80er Jahre ebenso zunächst Zweiventiler waren.

## Technik
Die Baureihe ersetzte die „Vollschwingen-BMW“ der Bauzeit ab 1955. Sie war keine bloße Modellpflege, sondern vollständig neu entwickelt. Der Rahmen war den Norton-Federbettrahmen nachempfunden. Auch die Motoren waren Neukonstruktionen mit Gleitlagern an der Kurbelwelle statt der Wälzlager der Vorgänger. Die Motorenlager, Pleuel und Kolben wurden vom BMW-Automodell übernommen. Der verantwortliche Motorenkonstrukteur war von der PKW-Abteilung zur Motorrad-Entwicklung gewechselt. Von Anfang an war das Baukonzept, bei gleichbleibendem Grundmotor lediglich durch Variieren der Bohrung verschiedene Hubräume zu realisieren. Eine in der Entwicklung mitgeplante 900er Version kam jedoch noch nicht in der Erstserie der „Strich-Fünfer“. Das Getriebe war ein Vierganggetriebe von im Wesentlichen gleicher Konzeption wie bei den Vollschwingen-Vorgängern; es wurde bei den Nachfolgemodellen „Strich-Sechs“ mit einer Neukonstruktion mit fünf Gängen abgelöst.
Die R 75/5 als Spitzenmodell war zudem die erste BMW mit Bing-Gleichdruckvergasern, ein Bauprinzip, das es bereits seit den 1950er-Jahren von SU bei englischen Motorrädern gab. Speziell bei großvolumigen Motoren war die direkte Betätigung großer Schieberquerschnitte mit Bowdenzug nachteilig. Sie führte zum „Verschlucken“ und zum Zusammenbrechen der Kraftstoffvernebelung beim schnellen Beschleunigen und damit zur Notwendigkeit einer Beschleunigungspumpe, die bei Öffnen des Schieberquerschnitts zusätzlich Kraftstoff eindüst. Also wurde eine Drosselklappe in jeden Vergaser eingebaut, den Schieber betätigte eine Membran, die mit der Differenz von Ansaugrohr- und Außendruck beaufschlagt wurde. Dieses Bauprinzip war im Automobilbau bereits länger üblich. Den Gleichdruckvergaser erhielten nur die Modelle ab 750 cm³ Hubraum; die Modelle mit 500 und 600 cm³ behielten Schiebervergaser.
Der Antrieb des Hinterrads geschah wie bei bislang allen BMW-Motorrädern mittels eines Kardanantriebs, von gleicher Konzeption wie bei den Vorgängern, jedoch in verstärkter Ausführung.
Schon bei den Vorgängermodellen war in den Jahren ab 1966 statt der Earles-Gabel (geschobene Langschwinge vorn) eine neu entwickelte Telegabel von sehr großem Federweg für die USA-Modelle gebaut worden. Diese Neuentwicklung bekamen alle Neumodelle; die geschobene Langschwinge entfiel, zum Bedauern von Gespannfahrern, die die vordere Schwinge mit ihren Verstellmöglichkeiten schätzten. Wie jedoch bereits seit dem Modell R 5 aus der Mitte der 30er Jahre, der ersten BMW mit geschweißtem Rohrrahmen, wurden die Maße zur Aufnahme der Motorbefestigungsbolzen an den Rahmen-Unterzügen beibehalten – bis zum Ende der sogenannten Zweiventiler 1995, sodass die neuen Motoren mit Getrieben mit wenig Änderungen auch in den ältere Rahmen eingebaut werden konnten.
Die Modelle erhielten die damals allgemein übliche Duplex-Trommelbremse im Vorderrad. Scheibenbremsen gab es erst mit Einführung der /6-Modelle ab Ende 1973. Am Hinterrad war eine Vollnaben-Simplexbremse montiert. Alle Modelle haben ein Vierganggetriebe und Kardanantrieb zum Hinterrad. Erstmals waren die Motoren mit einem elektrischen Anlasser zusammen mit dem Kickstarter ausgerüstet (bei der R 50/5 E-Starter nur auf Wunsch). Die Rahmen waren nicht mehr seitenwagentauglich. Damals noch wenig verbreitet war die ab 1972 erhältliche Ausrüstung der Motorräder mit H4-Scheinwerfern. Im Laufe der Produktionszeit wurden die Modelle mehrmals überarbeitet. Die größte Änderung gab es kurz vor Produktionsende 1973, als die Hinterradschwinge und damit der ganze Hinterbau verlängert wurde, um den Geradeauslauf bei schneller Autobahnfahrt zu stabilisieren (Langschwinge). Das wurde beim Nachfolger R 75/6 übernommen. Der gewonnene zusätzliche Platz konnte ab der /6-Baureihe für eine leistungsstärkere Starterbatterie verwendet werden.
Statt der traditionellen Linie der 1950er Jahre mit den horizontal liegenden Schalldämpfern und der schwarzen Lackierung wurden erstmals Farbausstattungen angeboten – eine Änderung, die der ab den 1970er Jahren immer stärker zunehmenden Nutzung der Motorräder als Freizeit- und Sportgeräte entgegenkam. Der Tank war in drei verschiedenen Versionen erhältlich. Die Urversion hatte einen großen, etwas eckig wirkenden 24-Liter-Tank. Die kleine 17-Liter-Ausführung, die diese erste Version 1971 ablöste, gab es für den Export auch mit verchromten Seitenkappen. Der große 24-Liter-Tank war ab 1971 nur noch gegen Aufpreis erhältlich. 1973 entfiel die Chromversion wieder, der kleinere Tank wurde aber beibehalten.

## Heutige Bedeutung
Die Wertschätzung dieser Zweiventiler ist auch deswegen hoch, weil der Eigner mit ein wenig Übung und Nachdenken praktisch alles an Wartung und Reparaturen selbst erledigen kann – insbesondere bei Fernreisenden ein unschätzbarer Vorteil, die die „Zweiventiler“ aus der Masse nahezu aller Motorräder heraushebt. Nicht nur das Fahren dieser Motorräder hat eine besondere Note, auch ihre Wartung und Reparatur sind durch die wartungsfreundliche Bauweise wertvoll. 
Originale Motorräder der Baureihe Strich-Fünf sind mittlerweile begehrte und zu hohen Preisen gehandelte Oldtimer von immer noch hohem Komfort und Gebrauchsnutzen. Die Teileversorgung ist – mit wenigen Ausnahmen – ausgezeichnet, sowohl was neue Verschleißteile von Seiten des Herstellers wie auch Gebrauchtteile von Händlern (z. B. aus der Zerlegung von Unfallmaschinen) anbelangt. Es gibt unter den Baureihen eine hohe Kompatibilität von Motoren, Getrieben, Elektrik, Verkleidungen und Anbauteilen.
Insbesondere, dass der Heckrahmen zur Aufnahme der Sitzbank und der Federbeine lediglich geschraubt ist, macht auch die Motorräder dieses Konzeptes heute zu einer Ausgangsbasis für Modifikationen und Umbauten, Chopper, Cafe Racer, Bobber, und auch für Fernreisemotorräder mit gewisser Geländegängigkeit.
Dank der großen Kompatibilität und vielfachen Umbaumöglichkeiten ist es manchmal schwierig, die Originalität eines Motorrads der Serie Strich-Fünf vollständig zu beurteilen. Schon weit vor Erscheinen der heutigen Modeformen umgebauter Motorräder wurden teils auch viele kleinere Hubraumversionen mit den wenigen Bauteilen der größeren Motoren umgerüstet, und so aus einer R 50/5 oder R 60/5 eine R 75/5 mit beträchtlicher Mehrleistung erstellt. Erstes und einfachstes Merkmal einer Strich-Fünf ist zur Unterscheidung von den weitenteils ähnlichen Nachfolgemodellen der Scheinwerfer mit dem obenauf sitzenden klassischen Zündschloss und dem integrierten Tachometer, der zugleich einen kleinen mechanischen Drehzahlmesser enthält. Die Nachfolgemodelle hingegen haben Kombi-Instrumente mit getrenntem Tachometer und Drehzahlmesser.

## Technische Daten

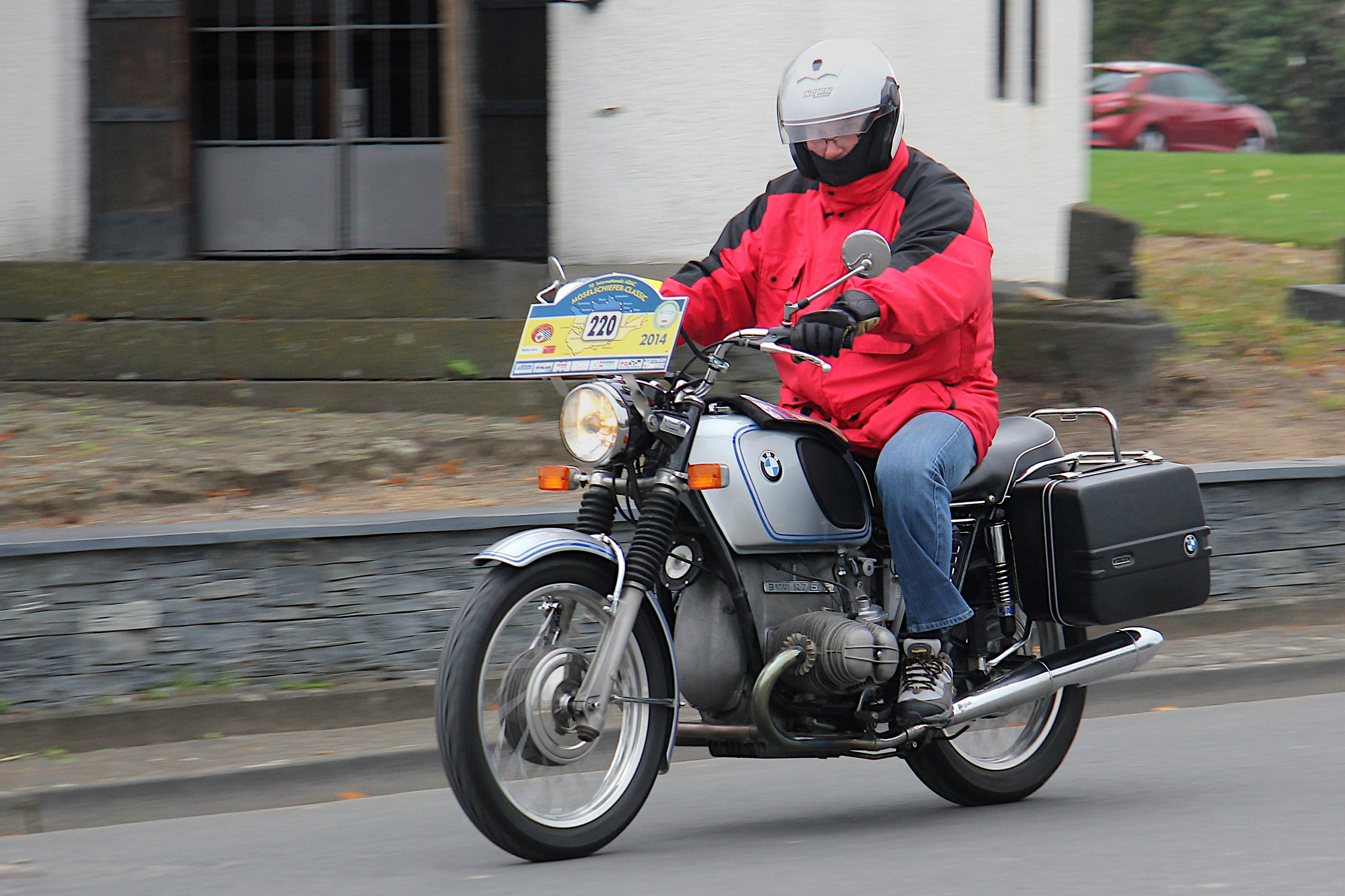
BMW R 75/5 mit großem Tank und Hochlenker bei der ADAC Moselschiefer-Classic 2014

| Modellvariante             | R 50/5                      | R 60/5                      | R 75/5                      |
| -------------------------- | --------------------------- | --------------------------- | --------------------------- |
| Bohrung × Hub              | 67 × 70,6 mm                | 73,5 × 70,6 mm              | 82 × 70,6 mm                |
| Hubraum                    | 498 cm³                     | 599 cm³                     | 749 cm³                     |
| Nennleistung               | 32 PS (24 kW) bei 6400/min. | 40 PS (29 kW) bei 6400/min. | 50 PS (37 kW) bei 6200/min. |
| Höchstgeschwindigkeit      | 157 km/h                    | 167 km/h                    | 175 km/h                    |
| Leergewicht mit Kraftstoff | 205 kg                      | 210 kg                      | 210 kg                      |
| Zul. Gesamtgewicht         | 398 kg                      | 398 kg                      | 398 kg                      |
| Tankinhalt                 | 17 oder 24 Liter            | 17 oder 24 Liter            | 17 oder 24 Liter            |

### Bücher
- Hans-Jürgen Schneider: BMW R 45 – R 100 RS ab Baujahr 1976. BLV Auto- und Motorradpraxis, München / Wien / Zürich 1984, ISBN 3-405-12908-7.
- Don Morley, Mick Woollett: BMW. Heel Verlag, Königswinter 1994, ISBN 3-89365-402-X.
- Hans-Joachim Mai: 1000 Tricks für schnelle BMWs. 12. Auflage. Motorbuch-Verlag, Stuttgart 1991, ISBN 3-613-01117-4.
- Manfred Nabinger: BMW Motorräder aus neunzig Jahren. Podszun, Brilon 2012, ISBN 978-3-86133-638-9.
- Jan Leek: BMW: Motorräder seit 1945. 1. Auflage. Motorbuch-Verlag, Stuttgart 2012, ISBN 978-3-613-03475-4, Seiten 30–32. (Reihe Typenkompass)(jeweils eine Seite für 50/5, 60/5 und 75/5)

### Zeitschriften
- Dauertest BMW R 75/5 über 10.000 km. In: Das Motorrad. Heft 4/73 vom 24. Februar 1973, Motor-Presse-Verlag, Stuttgart.
- Das Motorrad. Heft 20/73 vom 6. Oktober 1973, Motor-Presse-Verlag, Stuttgart.